# Fraser (ostrov)
Fraser (anglicky Fraser Island, v jazyce domorodých obyvatel K'gari) je největší písečný ostrov na Zemi s rozlohou 1630 km². Ostrov je 122 kilometrů dlouhý, v průměru 15 kilometrů široký. Nejvyšší duny mají nadmořskou výšku přibližně 240 až 260 metrů. Fraser se nachází u východního pobřeží Austrálie, přibližně 200 kilometrů severně od Brisbane. Od pevniny ho dělí úzký průliv. Je částí národního parku Great Sandy Nationalpark a od roku 1992 je zapsán do seznamu světového dědictví UNESCO.

## Turistika
Na ostrov je možno se dostat trajektem ze zátoky Hervey Bay nebo Inskip Point severně od Rainbow Beach, nebo charterovou linkou na letiště Maroochydore. Vozy bez náhonu na všechna čtyři kola na ostrov nemají přístup, protože na ostrově téměř neexistují zpevněné komunikace.

## Původní osídlení
Archeologické výzkumy prokázaly že původní obyvatelé žili na ostrově nejméně před 5000 lety. Celoročně zde žilo 400 až 600 lidí a tento počet vzrůstal díky bohatým zdrojům potravy, zejména ryb v oblasti, až na 2000–3000 během zimních měsíců. Evropské osídlení, které tu bylo od čtyřicátých let 19. století, přineslo zbraně, nemoci a nedostatek jídla a znamenalo pro kmen Butchulla katastrofu. Počet domorodých obyvatel se zmenšil na pouhých 300 lidí. Většina příslušníků kmene Butchulla, opustila ostrov v roce 1904 a přesídlila k misijním stanicím v Yarrabah a Durundur v Queenslandu.

## Evropané
Prvními Evropany, kteří viděli ostrov Fraser, byli námořníci z posádky kapitána Jamese Cooka, kteří tudy projížděli mezi 18. a 20. květnem 1770. Kapitán Cook pojmenoval ostrov Indian Head (Indiánova hlava), podle množství domorodců, kteří jeho loď zvědavě sledovali. Matthew Flinders se plavil kolem ostrova v roce 1799 a znovu v roce 1802. Zmapoval pobřeží ale nepotvrdil ani nevyvrátil domněnku, zda se jedná o ostrov nebo výběžek australské pevniny. V roce 1836 u ostrova ztroskotala posádka lodi Stirling Castle s kapitánem Jamesem Fraserem. Kapitán Fraser zde zemřel a tak je ostrov pojmenován po jeho ženě Elize, která přežila šest týdnů až do svého zachránění. Poté se svým příběhem cestovala po Anglii i Austrálii.

## Jezera
Na ostrově se nachází několik sladkovodních jezer, ta patří k jezerům s nejčistší vodou na světě. Známým je jezero McKenzie. Leží ve výšce 100 metrů nad mořskou hladinou, jeho rozloha je okolo 150 hektarů a hloubka kolem pěti metrů. Písek u jezera tvoří téměř čistý oxid křemičitý a je vhodný na čištění vlasů, pleti, nebo klenotů. Dalšími většími jezery jsou Boomanin a Wabby a Allom. Na východní části ostrova je největším sladkovodním tokem Eli Creek, kterým denně protéká 80 miliónů litrů vody.
Jednou z atrakcí Fraseru je i silně zkorodovaný vrak lodi S.S. Maheno. Maheno byla původně luxusním parníkem, během první světové války sloužila jako nemocniční loď a v roce 1935 byl přetahován z Melbourne do Japonska k sešrotování. Cestou však vlečnou loď i Maheno zastihl cyklón a loď byla vyvržena na pláž na ostrově. Později vrak sloužil i jako cvičný cíl RAAF. Z bezpečnostních důvodů na vrak není dovoleno vstupovat.

## Dingo
Na ostrově žije populace divokého psa dinga, čítající asi 150 jedinců. Tato populace je jednou z posledních čistokrevných populací dinga na světě a z tohoto důvodu je psům z pevniny vstup na ostrov zakázán.

## Významná světová hodnota podle UNESCO
Ostrov Fraser, také známý pod svým domorodým názvem K'gari, leží podél východního pobřeží Austrálie. Lokalita se rozkládá na 181 851 hektarech a zahrnuje ostrov Fraser a několik malých ostrůvků na jeho západním pobřeží. Je největším písečným ostrovem na světě, který nabízí výjimečný příklad probíhajících biologických, hydrologických a geomorfologických procesů. Vývoj deštného pralesa na pobřežních dunách ostrova Fraser je v takovém rozsahu jedinečný a ostrov samotný se může pochlubit největším neohraničeným vodopádem na písečném ostrově.

## Fotogalerie

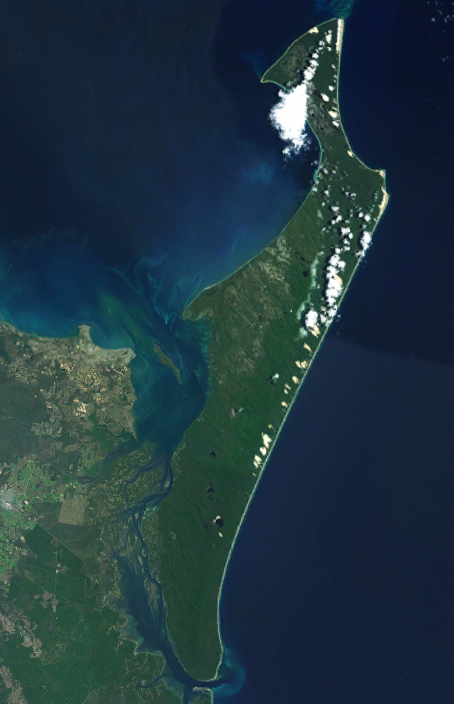
Fraser
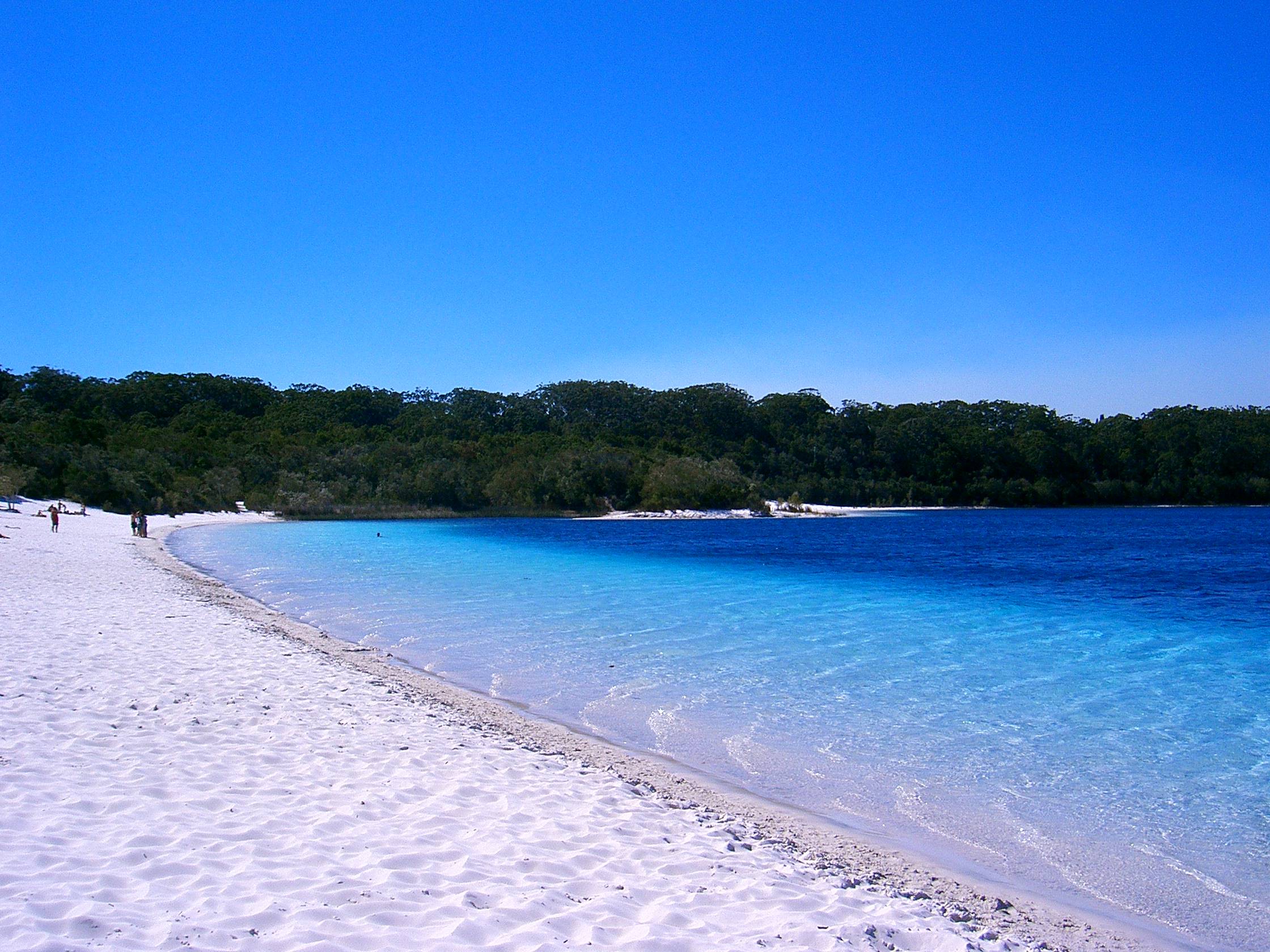
Břeh jezera McKenzie
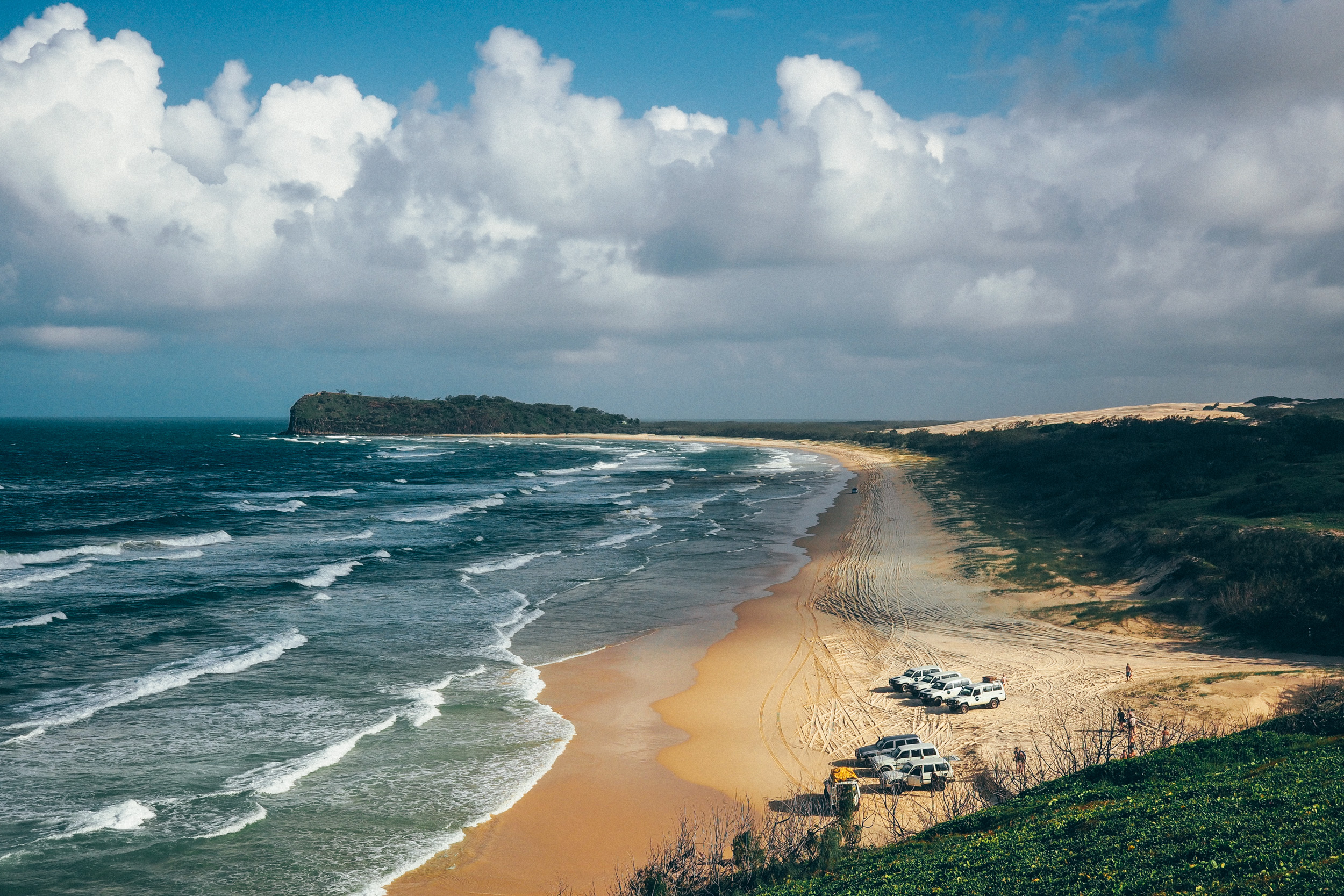
Pláž ostrova
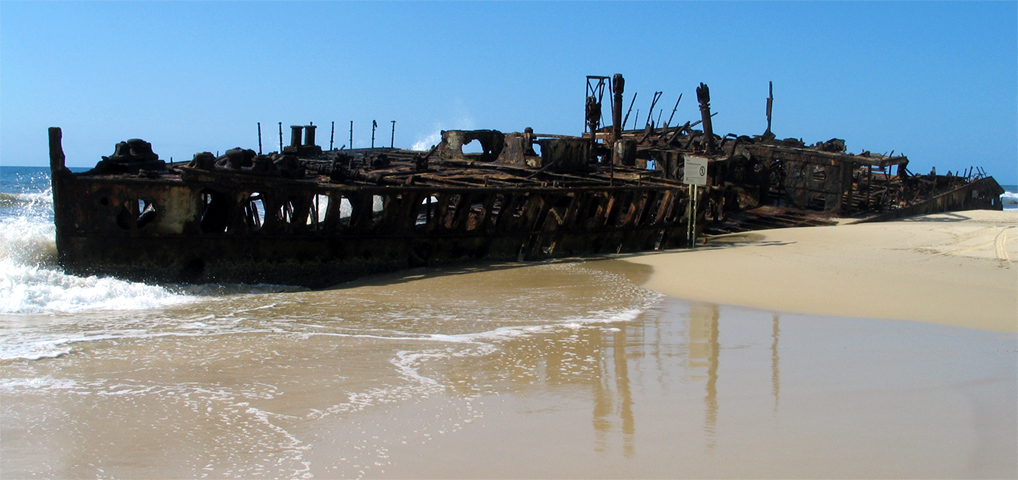
Vrak lodi
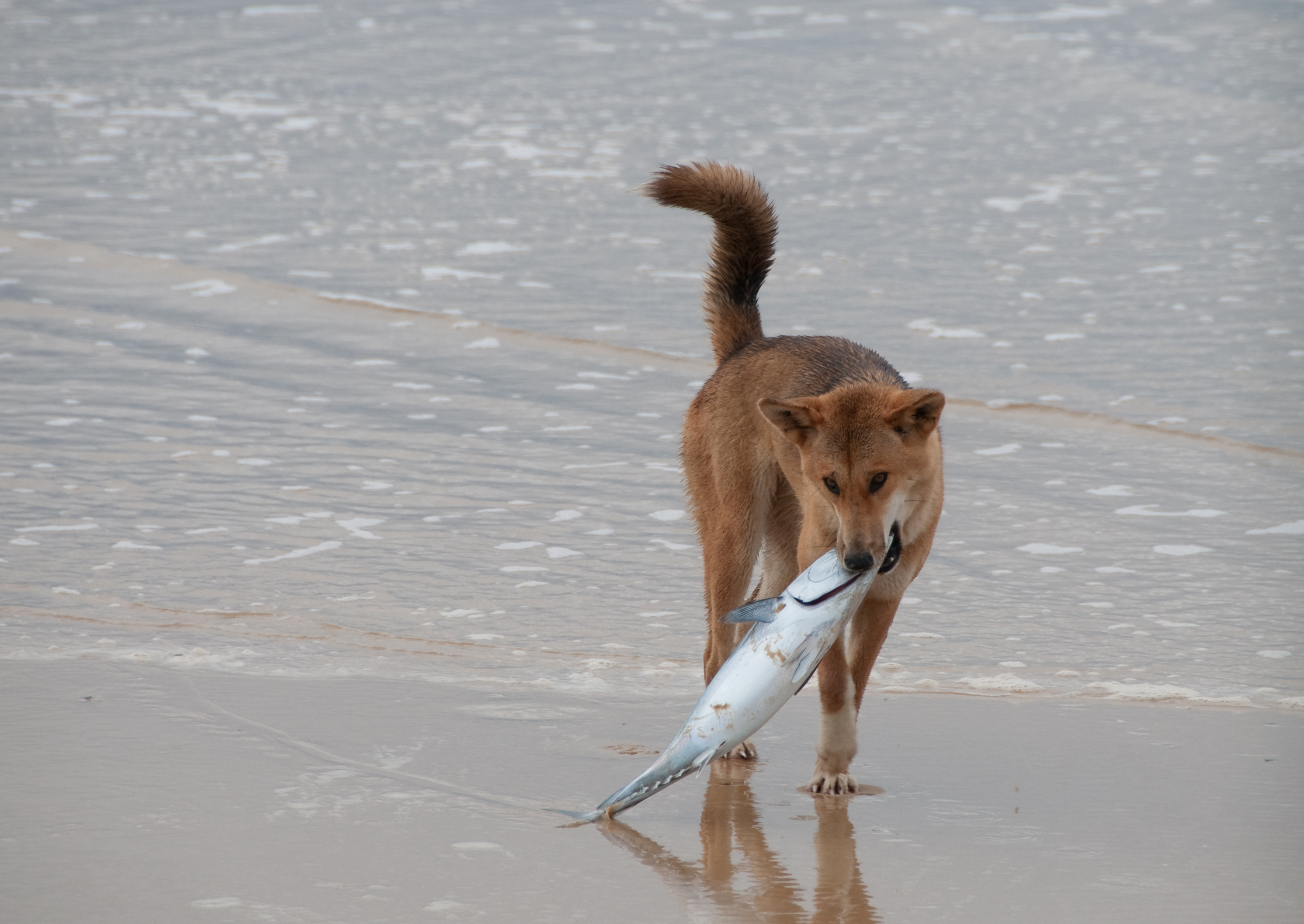
Dingo na Fraseru